# Instituto Cultural Helénico (capilla y claustro)

## Capilla Gótica y Claustro Románico
La Capilla Gótica y el Claustro Románico forman parte del Instituto Cultural Helénico, A.C. en la Ciudad de México. Este conjunto arquitectónico está compuesto por cuatro partes de distintos siglos: un claustro románico del siglo XII y una capilla gótica del siglo XIV labrados en Ávila, España, un artesonado del siglo XVI proveniente del castillo de Vélez-Blanco en Almería, Andalucía, y un marco de puerta barroco del siglo XVII proveniente de Guanajuato. El conjunto fue adquirido en 1952 y 1954 y llevado a México por el empresario queretano Nicolás González Jáuregui.

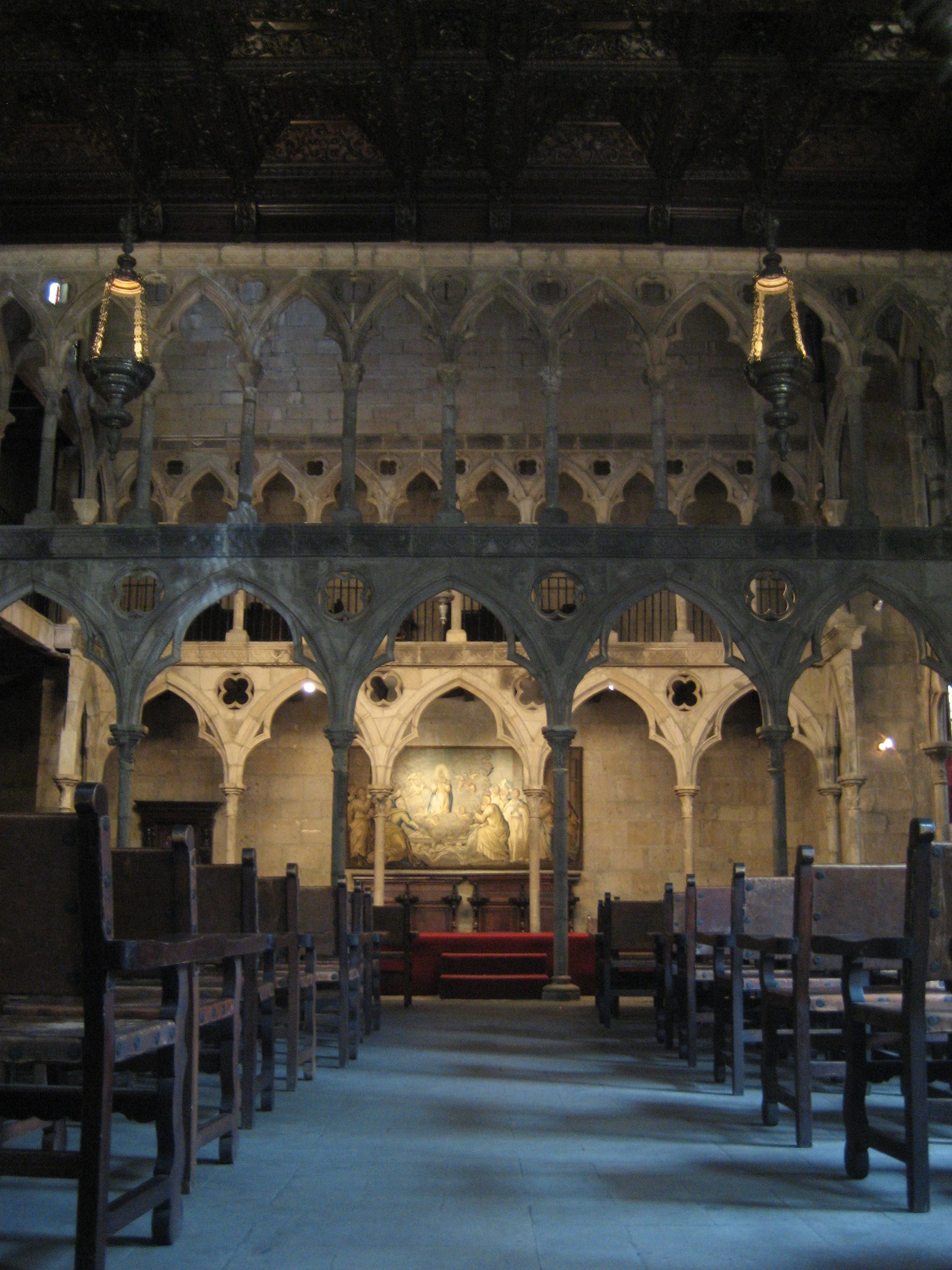
Interior de la Capilla Gótica

### Historia
La capilla gótica (siglo XIV) y el claustro románico (siglo XII), provenientes de Ávila, formaban parte del mismo monasterio. Fueron adquiridos por el magnate y coleccionista William Randolph Hearst, quien los adquirió en los años 20. Un equipo del poderoso empresario desmanteló la construcción y la llevó en barco a Nueva York. Las cajas en que estaba contenida fueron a parar a un almacén del puerto de dicha ciudad, y durante la Gran Depresión de 1929, Hearst tuvo problemas financieros que le impidieron retirar las cajas, las cuales ni siquiera habían sido abiertas. Años más tarde, los herederos del magnate pusieron en venta el conjunto de piedras, y en 1954 el empresario queretano Nicolás González Jáuregui las adquirió.

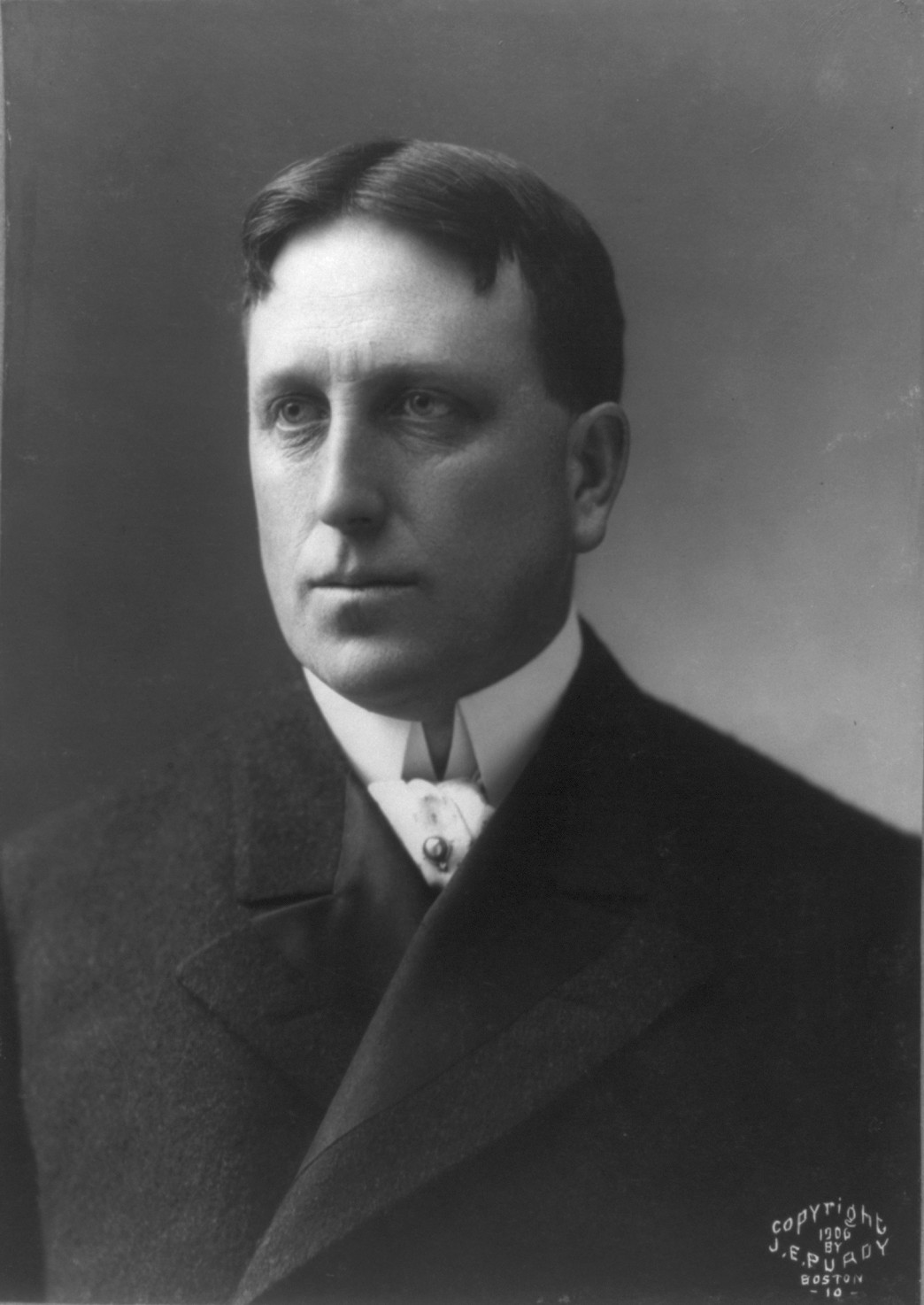
William Randolph Hearst

Una historia similar tuvo el artesonado del siglo XVI, proveniente del castillo de Vélez-Blanco en Almería, que en 1904 fue vendido por el XVI° marqués de los Vélez al anticuario francés J. Goldberg, quien trasladó primero a Marsella y luego a París elementos que pertenecían al patio, arcos, columnas, marcos de puertas y ventanas esculpidas en mármol, junto con otros objetos como el artesonado de los salones nobles y dos puertas. Allí fueron vendidos al banquero alemán George Blumenthal en 1920, quien trasladó el material a Nueva York donde pasó a formar parte de su residencia (sita en la esquina de Park Avenue con la Calle 70). En 1941, antes de morir, Blumenthal los cedió al Museo Metropolitano de Nueva York que en 1945 montó en sus instalaciones el patio y puso el resto a la venta. Siete años después, en 1952, el artesonado de los salones nobles fue adquirido por González Jáuregui.

El conjunto fue ensamblado bajo la dirección de Luis Ortiz Macedo en lo que era el jardín de González Jáuregui. En el proceso de reconstrucción se incorporó el marco de puerta de fachada del siglo XVII, traído desde Guanajuato. Esto hace que esté conformado por cuatro elementos artísticos principales: la capilla gótica, las galerías del claustro románico, el artesonado renacentista y la fachada barroca. Con todo, el arquitecto logró una uniformidad en el complejo. El empresario y coleccionista queretano, además, agregó elementos como vitrales provenientes de Francia y España, estatuas de piedra originarias de Francia, gobelinos flamencos y obras de Murillo y Giovanni Bellini.
En 1973, el edificio pasó a manos del gobierno de México por los problemas financieros que tuvo entonces la familia González Jáuregui-Rivas. En 1979, el complejo fue donado al Instituto Cultural Helénico, fundado desde 1973 por el obispo ortodoxo griego Pablo de Ballester.

### Actualidad
En América sólo existen dos construcciones medievales de origen español, el conjunto de la capilla gótica con su claustro, en México, y el Monasterio de Sacramenia en Florida, Estados Unidos.
La capilla gótica y el claustro románico se encuentran en avenida Revolución 1500 y pertenecen al Instituto Cultural Helénico.